# Крюки (Нижегородская область)
Крю́ки — деревня в Павловском районе Нижегородской области. Входит в состав Таремского сельсовета.